# Nationalisme néerlandais
Le nationalisme néerlandais est un sentiment d'appartenance à la communauté des Pays-Bas qui revêtit plusieurs formes (Provinces-Unies, République Batave, Royaume de Hollande, Royaume des Pays-Bas) au cours des siècles et ce depuis la fin du XVIe siècle.
Avant le XXe siècle, le nationalisme néerlandais était souvent associé à la Réforme protestante, en raison de l'influence historique du calvinisme dans ce pays. 
On le distingue du nationalisme flamand, qui est historiquement lié à l'Église catholique romaine d'après l'héritage des Pays-Bas espagnols.

## Grande Néerlande
L'idée de réunir la Flandre avec les Pays-Bas est présente depuis les premières années de la guerre de Quatre-Vingts Ans. 